# Аух, Александр
Александр Аух ( (нем.);, 1900? — не ранее 1945) — сотрудник германской политической разведки, штурмбаннфюрер СС (1945).
Родился в Санкт-Петербурге. В 1917 году семья Аух эмигрировала из России в Германию.
До 1942 года Александр Аух служил офицером при штабе полка «Бранденбург» в звании капитана. В 1943—1944 гг. командовал батальоном легионеров в дивизии «Бранденбург», затем перешёл в «СС Ягдфербанд». С февраля 1945 года — начальник «СС Ягдфербанд-Ост».
Сведений о дальнейшей судьбе не обнаружено.